# Waleri Iwanowitsch Meschlauk

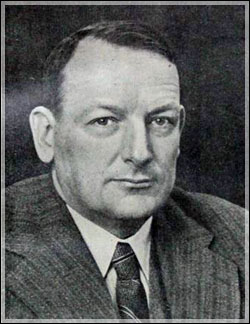
Waleri Meschlauk

Waleri Iwanowitsch Meschlauk (russisch Валерий Иванович Межлаук, lettisch Valērijs Mežlauks; * 7. Februar 1893 in Charkow; † 29. Juli 1938) war ein sowjetischer Politiker und Vorsitzender von Gosplan (1934 bis 1937). Bekannt wurde er auch für seine Karikaturen aus verschiedenen Sitzungen der Gremien.

## Biografie
Meschlauk war der Sohn eines adeligen Letten, der Lehrer war. Er hatte eine deutsche Mutter. Sein Bruder war der sowjetische Politiker Iwan Meschlauk (1891–1938).

### Ausbildung und Aufstieg
Meschlauk studierte von 1914 bis 1917 Geschichte und Philologie an der Universität in Charkow. Bereits 1907 soll er der Sozialdemokratischen Arbeiterpartei Russlands (SDAPR) beigetreten sein. Seit Oktober 1916 diente er in der Armee. Ab März 1917 war er Mitglied und später Vorsitzender des Charkow Kampagne Ausschusses, seit Oktober 1917 Mitglied im militärischen Revolutionskomitees in Charkow und Anfang 1918 Volkskommissar für Finanzen in der Sowjetrepublik Donezk-Kriwoi Rog sowie Mitglied im Donezk Regional Komitee der regionalen Kommunistischen Partei. Ende 1918 wirkte er als Mitglied des Revolutionären Kriegsrat der 5. und 10. Roten Armee. Anfang 1919 nahm er die Funktion des stellvertretenden Volkskommissar für militärische Angelegenheiten der Ukraine war. Danach wirkte er in verschiedenen Kriegsräten der Armee und seit 1920 als Beauftragter des Volkskommissariats für die Eisenbahnen.
Von 1922 bis 1924 war er Beauftragter des Volkskommissariats für Kommunikation der Russischen Sozialistischen Föderativen Sowjetrepublik (RSFSR). 1927 wurde er Kandidat und 1934 Mitglied des Zentralkomitees der KPdSU (ZK).

### Bei Gosplan
Von 1924 bis 1928 fungierte Meschlauk als Mitglied des Präsidiums und von 1928 bis 1931 als stellvertretender Vorsitzender des Obersten Volkswirtschaftsrates der UdSSR.
Seit November 1931 nahm er die Aufgabe des Ersten Stellvertretenden Vorsitzenden und seit dem 25. April 1934 bis zum 25. Februar 1937 sowie vom 17. Oktober bis zum 1. Dezember 1937 die des Vorsitzenden des Komitees für die Wirtschaftsplanung der UdSSR, der mächtigen Staatsplanung Gosplan, wahr. Er wurde Gosplanvorsitzender als Nachfolger von Walerian Kuibyschew; ihm folgte 1937 im Amt Gennadi Iwanowitsch Smirnow.
Er war von 1934 bis 1937 auch stellvertretender Vorsitzender des Rates der Volkskommissare der UdSSR in der Regierung von Molotow, seit Februar 1937 Volkskommissar für die Schwerindustrie der UdSSR und im August/September 1937 Volkskommissar der Technik.
Er galt als einer der wichtigsten Theoretiker und Organisatoren der sowjetischen Wirtschaftsplanung. Unter seiner Leitung fand die Industrialisierung der Sowjetunion statt. Chruschtschow schrieb über ihn in seinen Memoiren: „Ich denke an den Vorsitzenden der Staatlichen Plankommission, er war nach Kuibyschew der Beste“.

### Stalinopfer
Im Zuge der von Stalin veranlassten Großen Säuberung wurden Meschlauk und seine Frau Sofia Petrowna am 1. Dezember 1937 verhaftet. Er wurde beschuldigt, Kontakte mit der deutschen Regierung gehabt zu haben, zum Tode verurteilt und erschossen. Sein Bruder Iwan Meschlauk wurde einen Tag danach verhaftet, ebenfalls zum Tode verurteilt und hingerichtet. 1956 sind beide Brüder rehabilitiert worden.

## Ehrungen
- Lenin-Orden
- Orden des Roten Banners der Arbeit